# 1490 Limpopo
Limpopo (asteróide 1490) é um asteróide do cinturão de asteroides com um diâmetro de 18,58 quilómetros, a 1,9889108 UA. Possui uma excentricidade de 0,1545939 e um período orbital de 1 318 dias (3,61 anos).
Limpopo tem uma velocidade orbital média de 19,41859441 km/s e uma inclinação de 10,02939º.
Esse asteróide foi descoberto em 14 de Junho de 1936 por Cyril Jackson.